# Junee District Hospital
Junee District Hospital, även känt som Junee Multi Purpose Service och Junee MPS, är ett sjukhus beläget i byn Junee i New South Wales i Australien. Sjukhuset togs i bruk den 9 april 2008, och ingår i vårdområdet Murrumbidgee Local Health District.